# Australia in the War of 1939–1945 (серия книг)
Australia in the War of 1939—1945 (с англ. — «Австралия в войне 1939—1945 годов»)— серия книг из 22-х томов, официальная история, освещающая участие Австралии во Второй мировой войне. Книги выпускались Австралийским военным мемориалом в период с 1952 по 1977 год. Большинство книг серии было издано под редакцией Гэвина Лонга. Лично он написал три номерных тома, а также обобщающий том «The Six Year War».
Кроме описаний боевых действий, в книгах уделено внимание влиянию войны на события внутри страны. Рассмотрена работа правительства, австралийский научный и промышленный вклад в общую победу. В дополнение, Australia in the War of 1939—1945 включает в себя тома с всесторонней историей развития австралийской военной медицинской службы, проблемами этой организации в период войны.

## Приготовления
В апреле 1943 года австралийский кабинет военного времени постановил, что участие страны в войне должно быть отражено в официальной истории. По рекомендации Чарльза Бина, редактора Official History of Australia in the War of 1914—1918, в январе 1943 года на должность главного редактора будущей серии была предложена кандидатура Гэвина Лонга. Представленный план действий кабинет военного времени утвердил в июле того же года. На тот момент рассчитывалось, что серия будет включать в себя 14 томов приблизительно по 500 страниц каждый. Предварительный план Лонга определял основные задачи издания как:
а) обобщить факты сразу и навсегда, для любого последующего использования;
б) излагать события так, чтобы они могли быть восприняты в других государствах;
в) воздать долг людям, творившим эту историю, значит создать мемориал соразмерный их жертвам и усилиям.
Вскоре после окончания войны кабинет военного времени утвердил уточнённый план и, после дальнейших улучшений, в 1950 году было решено, что серия будет состоять из 22-х томов. Предложенный том об австралийской стратегической политике, включавший сведения о переговорах с Великобританией и Соединёнными Штатами одобрен не был, поскольку, как считалось, мог нанести стране ущерб в свете послевоенной политики тех дней. В 1982 году Австралийский военный мемориал выпустил книгу написанную Дэвидом Хорнером High Command. Australia and Allied Strategy 1939–1945, которая продавалась с грифом «книга, которую премьер-министр Джон Кэртин писать историку не позволил».

## Написание серии
Гэвин Лонг сам выбирал авторов для этой серии, после чего эти кандидатуры проходили проверку в правительственном комитете. Лонг требовал, чтобы писатели соответствовали «сразу всем трём (или хотя бы некоторым) необходимым качествам: наличие пережитого опыта описываемых событий, доказанная способность писать ясно и увлекательно, (и) историческое образование». Также было решено, что авторы не могли писать эпизоды, в которых они были на передовых ролях во время войны. Отбор и привлечение составителей отняло у Лонга много времени, некоторые потенциальные писатели отклоняли приглашение, так, например, замену Честеру Вильмотсу планировавшегося к описанию осады Тобрука и битвы при Эль-Аламейне смогли найти только в 1954 году, после того как Вильмотс разбился в авиакатастрофе. Избранные Лонгом авторы подтверждались комитетом в составе премьер-министра, двух или трёх министров и лидера оппозиции. Лонг и главный редактор медицинской серии получали за свою деятельность фиксированный оклад, остальные писатели заключали контракт, по которому обязывались завершить работу в оговоренные временные рамки и получали выплаты по мере того как сдавали части своих трудов. Из 13 основных авторов пятеро были учёными, ещё пятеро — журналистами. Историкам помогали штатные ассистенты из числа государственных служащих, сам проект курировало министерство внутренних дел.
Поскольку серия была основана австралийским правительством, её авторы могли писать на все темы кроме технических секретов, которые бы подвергались проверке цензурой. Исследователям был предоставлен неограниченный доступ к архивным документам, и серии «Army», «Navy» и «Air» в большинстве своём базируются на этих документах и сотнях интервью, собранных Лонгом у австралийских военных во время войны. Данные немецких, итальянских и японских архивов также использовались для подтверждения информации о противниках австралийской армии. Написанные главы направлялись для комментариев официальным историкам Великобритании, Новой Зеландии и США.
Серия была предназначена для широкой аудитории читателей. Прослеживалось стремление предоставить народным массам исчерпывающий отчёт о роли Австралии в войне, включая освещение ситуации в глубоком тылу, промышленных и медико-санитарных аспектов войны. Была также и националистическая мотивация. Одной из целей Лонга было убедить читателя в том, что роль и значение Австралии в этой войне не оставалась в тени Британии и Соединённых Штатов. Лонг был убеждён, что подобную точку зрения разделяют историки из других стран-доминионов.
Все 22 тома были опубликованы Австралийским военным мемориалом между 1952 и 1977 годами, при том что большинство книг было завершено и выпущено в 1950-х и начале 1960-х. Издательство Collins планировало переиздать серию с новыми предисловиями современных учёных в 1980-х, после того как типография университета Квинсленда переиздало Official History of Australia in the War of 1914—1918. Однако, впоследствии этот проект был остановлен после выпуска трёх томов подсерии «Army» и обоих томов подсерии «Navy».

## Тома
22 тома «Australia in the War of 1939—1945» были объединены в пять серий. Гэвин Лонг редактировал серии «Army», «Navy», «Air» и «Civil», а Аллан Сеймур Уокер занимался серией «Medical» и написал большинство статей для этого раздела. В состав серии также входит обобщающий том истории Австралии во Вторую мировую войну, написанный Лонгом и названный «The Six Year War».

### Серия 1 —Army
| № тома | Название                                            | Автор          | Год выпуска |
| ------ | --------------------------------------------------- | -------------- | ----------- |
| Том 1  | To Benghazi                                         | Гэвин Лонг     | 1952        |
| Том 2  | Greece, Crete and Syria                             | Гэвин Лонг     | 1953        |
| Том 3  | Tobruk and El Alamein                               | Бартон Мон     | 1967        |
| Том 4  | The Japanese Thrust                                 | Лионель Уигмор | 1957        |
| Том 5  | South-West Pacific Area — First Year: Kokoda to Wau | Дадли Маккарти | 1959        |
| Том 6  | The New Guinea Offensives                           | Дэвид Декстер  | 1961        |
| Том 7  | The Final Campaigns                                 | Гэвин Лонг     | 1963        |

### Серия 2 —Navy
| № тома | Название                         | Автор              | Год выпуска |
| ------ | -------------------------------- | ------------------ | ----------- |
| Том 1  | Royal Australian Navy, 1939—1942 | Джордж Хермон Гилл | 1957        |
| Том 2  | Royal Australian Navy, 1942—1945 | Джордж Хермон Гилл | 1969        |

Джордж Хермон Гилл написал оба тома серии о действиях Королевского австралийского военно-морского флота. Во время войны он был корреспондентом работавшим отделах военно-морской разведки и морских архивных записей. Среди прочих авторов Гилл был наиболее успешен в размещении предмета описания в глобальном контексте, хотя порой и преувеличивал заслуги австралийского флота в этой войне. Оба тома морской серии были опубликованы в 1957 и в 1969 годах.
Отчёт Гилла о бое между австралийским лёгким крейсером «Сидней» и немецким вспомогательным крейсером «Корморан» в ноябре 1941 года был подвержен критике рядом исследователей, рассматривавших его как часть государственного укрывательства. Тогда как Гилл добивался своих целей независимо и без влияния цензуры, а его отчёт по общему мнению был настолько точен насколько это возможно в условиях дефицита свидетельств событий, приведших к гибели «Сиднея» и всей его команды. И несмотря на это, сомнения в его беспристрастности остаются. Морской историк и англиканский епископ австралийской армии Том Фрейм считает, что Гилл не был «человеком чести» и не был не заангажирован флотом, его отчёт о битве называет «скверной историей» из-за имеющихся в нём противоречий, а его автор «ушёл от благонадёжных и достоверных свидетельств, которые были ему доступны».

### Серия 3 —Air
| № тома | Название                                     | Автор            | Год выпуска |
| ------ | -------------------------------------------- | ---------------- | ----------- |
| Том 1  | Royal Australian Air Force, 1939—1942        | Дуглас Джиллисон | 1962        |
| Том 2  | Air War Against Japan, 1943—1945             | Джордж Оджерс    | 1957        |
| Том 3  | Air War Against Germany and Italy, 1939—1943 | Джон Херингтон   | 1954        |
| Том 4  | Air Power Over Europe, 1944—1945             | Джон Херингтон   | 1963        |

Авиационная серия охватывает действия Королевских ВВС Австралии в годы войны, включая опыт тысяч пилотов, прошедших имперскую лётную подготовку и служивших в Британских королевских ВВС. Тома написаны тремя авторами. Дуглас Джиллисон был удостоен награды ведущего авиационного корреспондента Австралии, в годы войны служил в австралийских ВВС. Джордж Оджерс также был корреспондентом, служившим и в армии и в воздушном флоте. Джон Херингтон был военным историком, проходившим службу в Британских королевских ВВС и в патрульной эскадрилье морской авиации Австралии.
В то время как Оджерс сосредоточился на томе с описанием операций против Японии, оставшиеся писатели, в первую очередь Джон Херингтон, столкнулись с проблемой переработки и упорядочивания воспоминаний австралийских пилотов-выпускников имперской лётной подготовительной системы, воевавших в более чем 500 британских эскадрильях. Херингтон справился с ней путём краткого изложения истории Британских ВВС, сфокусировав при этом внимание на небольшом количестве австралийских эскадрилий и действиях австралийского персонала в составе британских подразделений. Джиллисон и Херингтон также описали принципы имперской лётной подготовки и её последствия для Австралии. В итоге, мнение Херингтон о британской системе оказалось несколько выше, чем у Джиллисона, неважно отзывавшегося о ней.

### Серия 4 —Civil
| № тома | Название                                 | Автор                        | Год выпуска |
| ------ | ---------------------------------------- | ---------------------------- | ----------- |
| Том 1  | The Government and the People, 1939—1941 | Пол Хэзлак                   | 1952        |
| Том 2  | The Government and the People, 1942—1945 | Пол Хэзлак                   | 1970        |
| Том 3  | War Economy, 1939—1942                   | Сидней Джеймс Батлин         | 1955        |
| Том 4  | War Economy, 1942—1945                   | С. Дж. Батлин и К. Б. Шедвин | 1977        |
| Том 5  | The Role of Science and Industry         | Дэвид Меллор                 | 1958        |

### Серия 5 —Medical
| № тома | Название | Автор                       | Год выпуска |
| ------ | --- | --------------------------- | ----------- |
| Том 1  | Clinical Problems of War | Аллан Сеймур Уокер          | 1952        |
| Том 2  | Middle East and Far East | Аллан Сеймур Уокер          | 1953        |
| Том 3  | The Island Campaigns | Аллан Сеймур Уокер          | 1957        |
| Том 4  | Medical Services of the Royal Australian Navy and Royal Australian Air Force with a section on women in the Army Medical Services | Аллан Сеймур Уокер и другие | 1961        |

Аллан С. Уокер был медицинским специалистом, служившим в санчастях австралийской армии на протяжении обеих мировых войн, преподавал в Университете Сиднея. Поначалу он отклонил предложение Лонга написать медицинские тома серии в 1944 году, но после того, как следующий кандидат на эту роль, Руперт Даунс, погиб в 1945 году, согласился. В то время как Даунс планировал привлечь к написанию целый ряд специалистов, Уокер счёл такой подход непрактичным и решил писать всю серию самостоятельно. Он сделал первые три тома и успел закончить основную работу по последнему тому прежде чем ухудшившееся здоровье принудило его уйти в отставку в 1956 году и книга была дописана другими писателями. Особо значимы пять глав четвёртого тома, в которых описывается роль женщин в военно-санитарных службах, поскольку за пределами страны Австралия впервые задействовала столь большое количество женщин-медиков. Тома этой серии писались прежде всего, чтобы воздать должное практикам военной медицины, хотя в них содержится и другая ценная информация о военных деталях, отсутствующая в остальных томах. В целом, эти книги были довольно популярны и, спустя годы, они переиздавались.

### The Six Year War
The Six Years War — это сжатая история Гэвина Лонга о роли Австралии во Второй мировой войне. В 1943 году Лонг предложил создать подобную книгу как можно быстрее после окончания войны. Однако это так и не произошло, «The Six Years War» стала предпоследней изданной книгой серии. Лонг начал работу над ней в 1945 году и продолжал на протяжении работы над всем проектом. The Six Years War была «почти целиком основана» на работе 13 авторов, и эти авторы очертили основные части самой книги. К 1967 году Лонг завершил рукопись, однако её выпуск был отложен вплоть до 1973 года, когда были готовы вторые тома серий «Navy» и «Civil». В результате Лонг так и не дождался выхода в свет своей книги, он скончался в октябре 1968 года.

## Восприятие
Влияние Australia in the War of 1939—1945 на последующих австралийских исследователей Второй мировой войны было меньше, чем аналогичное влияние серии Official History of Australia in the War of 1914—1918. Её критиковали за недостаток авторитетности присущей книгам редакции Чарльза Бина, отмечалось, что некоторые тома о военных кампаниях перегружены деталями. В то же время, следует признать, что книги посвящённые военной экономике и отношениям правительства и политиков сохраняли своё превосходство. К тому же книги Бина продавались лучше серии о Второй мировой войне. И хотя достижение Гэвина Лонга не получило того же признания, что досталось Бину — обе серии рассматриваются как основоположники важной традиции официальной австралийской историографии, сочетающей в себе высокие стандарты точности, широты охвата и литературного мастерства.
Кроме того, обращает на себя внимание бо́льшее количество исследований о том, как была создана работа Бина и других авторов при сравнительно малом количестве публикаций о написании «Australia in the War of 1939—1945».